# Dakhine

Le dakhine (ou dakine m'beup, dakhine mbëp, dahine, daxin, deukhine) est un plat sénégalais à base de riz, de viande et d'arachide.
C'est un plat consistant et nourrissant, longtemps réservé au repas du soir, mais dont la consommation commence à s'étendre à midi, car il est très économique : une grande quantité de riz, d'huile ou de légumes n'est pas nécessaire du fait du pouvoir de gonflement du riz qui augmente de volume.

## Ingrédients

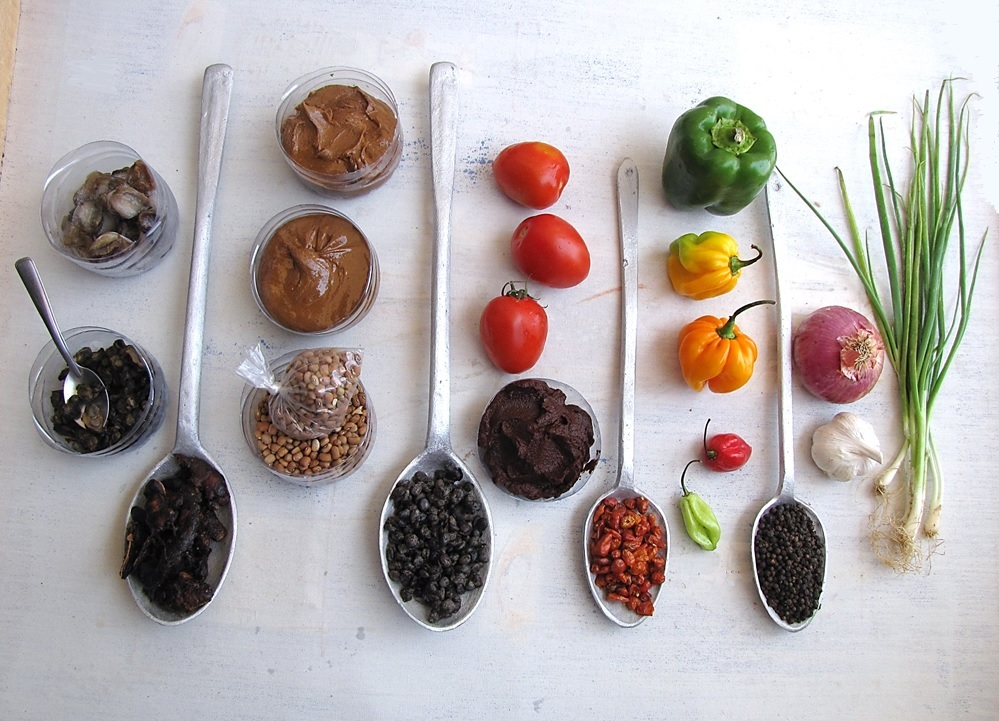
Ingrédients complétant la viande et le riz

Les produits généralement utilisés sont la viande de bœuf ou de mouton, le riz, du poisson séché et du yet, de la poudre et/ou de la pâte d'arachide, des graines de nététou (Parkia biglobosa), du concentré de tomate et un assaisonnement.

## Préparation

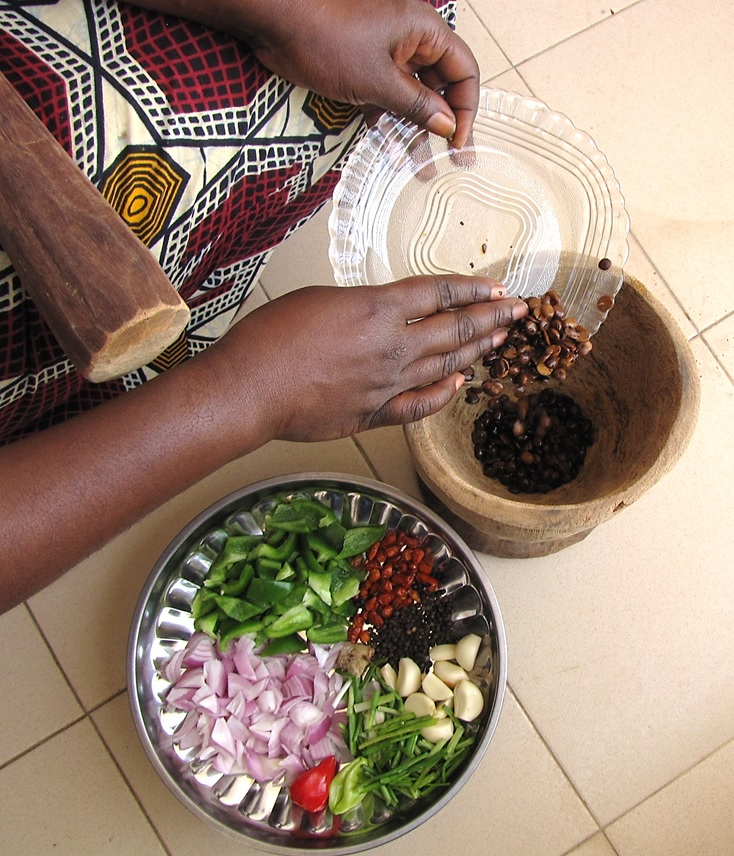
Préparation

Il s'agit d'une préparation de type been cin. Elle s'apparente de fait à celle du risotto.